# Whitneyville and Machiasport Railroad
Die Whitneyville and Machiasport Railroad ist eine ehemalige Eisenbahngesellschaft in Maine (Vereinigte Staaten). Sie wurde am 3. März 1842 als Franklin Railroad gegründet und 1843 in Palmer and Machiasport Railroad umbenannt. Die 12,67 Kilometer lange Strecke der Gesellschaft diente nur dem Güterverkehr und verlief von Whitneyville, wo größere Mengen Nutzholz produziert wurden, zum Hafen Machiasport. Sie wurde 1843 eröffnet.
Am 28. Februar 1845 erfolgte eine weitere Umbenennung der Bahn in Machiasport Railroad, auf die 1872 die endgültige Bezeichnung Whitneyville and Machiasport Railroad folgte. Die Bahn wurde 1892 stillgelegt. Sieben Jahre später eröffnete die Washington County Railway ihre Strecke Bangor–Calais, die auf der Trasse der ehemaligen Whitneyville&Machiasport verlief. Auch diese Strecke ist inzwischen stillgelegt.
Die Lokomotive The Lion aus der Gründungszeit der Bahn ist museal erhalten. 